# 현관 (불교)
현관(現觀,
산스크리트어: abhisamaya,
팔리어: abhisamay,
티베트어: mngon par rtogs pa,
영어: to clearly observe reality,
observing reality clearly,
clear contemplation,
direct realization,
insight into)의 한자어 문자 그대로의 뜻은 '앞에 있는 경계 즉 대상을 관(觀)한다'는 뜻인데, 산스크리트어 원어 아비삼마야(abhisamaya)는 아비사미(abhisami)와 동의어로, 서로에게 다가가다(approach together), 합치다 또는 합일하다(come together) 또는 만나다(meet at)를 뜻한다. 즉, 지혜와 대상이 바로[直接] 만나는 것을 뜻한다. 이런 의미에서 현관(現觀)은 무루의 지혜로써 대상을 있는 그대로 명료하게 파악하는 것, 즉 명료한 이해(clear understanding), 각(覺, Buddh) 즉 깨달음(Buddh, realization)이라고도 정의된다.
정관(正觀)이라고도 한다. 한편, 정관(正觀)에는 '바른 관찰' 즉 '대상 또는 경계를 여실히 관한다'는 등의 현관(現觀)과는 다른 뜻도 있다. 정관과 현관을 다른 용어라고 볼 경우, 그 차이는 관찰하는 대상이 다른 것에 있다.
불교 용어로서 현관(現觀)이라고 할 때, 그 대상은 진리[諦]를 말하는데, 현관이라는 용어가 사용된 대표적인 불교 수행론 또는 교의로는 부파불교의 4제현관(四諦現觀)과 대승불교의 6현관(六現觀)이 있다. 4제현관은 성제현관(聖諦現觀)이라고도 불린다.
지혜[智]라는 관점에서 보면 4제현관은 10지(十智) 가운데 고지(苦智) · 집지(集智) · 멸지(滅智) · 도지(道智)가 현행하고 있는 상태로, 달리 말하자면 4성제를 깊이 체득한 상태라고 할 수 있다. 이런 의미에서 현관은 진리를 체득(體得)하는 것이라 할 수 있다.

## 4제현관과 6현관
불교 용어로서 현관(現觀)이라고 할 때, 그 대상은 진리[諦]를 말하며 특히 부파불교의 교학에서는 4성제(四聖諦)를 말한다. 따라서, 부파불교의 입장에서는 현관은 4성제를 언어 · 문자 · 관념 또는 개념의 개입 없이 직접적으로 면전에서 보는 것을 말한다. 이에 비해 대승불교에서 진리[諦]라고 할 때  비록 본질은 4성제와 동일하지만 그 외연은 이보다 넓다. 따라서, 대승불교의 입장에서는 현관은 '진리'를 언어 · 문자 · 관념 또는 개념의 개입 없이 직접적으로 면전에서 보는 것을 말한다.
또한, 부파불교와 대승불교에서 현관(現觀)이라는 용어는, 본질면에서 볼 때, '4성제' 즉 '진리'를 바로 직접적으로 본다는 점에서는 그 뜻이 동일하지만, 그 사용처에 있어서는 아주 분명한 차이가 있다. 이 차이는 부파불교의 설일체유부의 수행론의 일부인 4제현관(四諦現觀)의 교의와 대승불교의 유식유가행파의 수행론의 일종인 6현관(六現觀)의 교의에서 뚜렷이 확인된다.
부파불교의 교학에서 현관(現觀)은 '견도(見道)' 즉 '무루의 지혜로 진리[道]를 지금 바로 직접적으로 보고[見] 있는 것' 즉 견도위(見道位)의 16심(十六心) 즉 8인8지(八忍八智)를 뜻한다. 그리고 이들 16심 즉 8인8지를 통칭하여 4제현관(四諦現觀) 또는 성제현관(聖諦現觀)이라고 부른다.
달리 말하면, 부파불교에서는 견도(見道) · 수도(修道) · 무학도(無學道)의 3도(三道)의 성인의 수행계위에서 특히 견도에 대해서만 현관(現觀)이라는 용어를 사용하는데, '무루혜로써 3계 전체에 걸쳐 4성제를 최초로 지금 바로[直接] 보고 있는 상태'라는 뜻에서 4제현관(四諦現觀) 또는 성제현관(聖諦現觀)이라고 한다. 간단히 말하면, 4제현관 또는 성제현관은 오로지 견도의 다른 말이며, 견도 즉 4제현관에 이르는 수행법을 4제 16행상(四諦十六行相)이라고 부른다. 그렇기 때문에 '4제 16행상을 통해 4성제를 현관한다'고는 표현하지만, 4제 16행상 전체나 이것의 구성요소인 각각의 행상(行相)을 현관이라고 부르지는 않는다.
부파불교의 교학에서, 견도(見道)의 지위에 다다르게 하는 수행법인 4제 16행상을 줄여서 16행상(十六行相)이라고도 부르는데, 이 수행법은 범부의 계위인 7가행위(七加行位) 또는 이것의 동의어인 7방편위(七方便位), 즉 5정심(五停心) · 별상념주(別相念住) · 총상념주(總相念住)의 3현위(三賢位)와 난(煖) · 정(頂) · 인(忍) · 세제일법(世第一法)의 4선근위(四善根位)을 합한 일곱 계위 가운데, 후자의 네 계위인 4선근위의 계위에서 사용하는 수행법이다. 즉, 범부는 4선근위에서 16행상을 닦음으로써 견도를 증득하여 성인이 된다.
이에 비해 대승불교에서는 현관(現觀)이라는 용어를 견도 즉 '무루혜로써 3계 전체에 걸쳐 4성제를 최초로 지금 바로[直接] 보고 있는 상태' 뿐만 아니라, 견도 · 수도 · 무학도의 3도 전체에 걸친 수행법의 의미로도 사용하고 있으며, 또한 견도 이전의 범부의 지위에서의 수행에 대해서도 현관(現觀)이라는 용어를 사용하고 있다. 이러한 사항은 대승불교의 유식유가행파의 수행론의 일종인 6현관(六現觀)의 교의 또는 수행법에서 명백히 나타나 있다. 또한 4제현관이라는 용어뿐만 아니라 고제현관(苦諦現觀)과 같은 용어도 사용되고 있다.
불교 일반에서 인정하고 있는 사항은 견도(見道)를 성취하게 되면 비로소 성인의 지위에 올라 진정한 성도(聖道)를 걸어가게 된다는 것이다. 견도(見道)는 부파불교의 수행계위인 성문의 4향4과에서는 수다원향(須陀洹向) 즉 예류향(預流向)에 해당하고, 대승불교의 유식유가행파의 5위(五位)의 수행 계위에서는 제3위인 통달위(通達位)에 해당하고, 대승불교 일반의 52위(五十二位)의 보살 수행계위에서는 초지(初地), 즉 10지(十地) 가운데 첫 번째 계위, 즉 환희지(歡喜地)에 해당한다.
수행론의 측면에서 보면, 초기불교의 수행론의 관점에서는 견도와 수도는 모두 포괄적인 수행체계인 37도품의 수행을 통해 성취된다. 이에 비해 부파불교의 수행론의 관점에서는 견도는 4선근위, 그 가운데서도 특히 세제일법의 단계에서 행하는 4제 16행상을 통해 성취되고 이후(엄밀히 말하자면 반드시 '이후'인 것은 아니다) 수도의 과정이 진행된다. 이 규정은 초기불교의 37도품 등의 수행체계를 4성제와 4향4과의 관점에서 체계화시킴에 따라 획득된 부파불교의 결론 또는 성과의 일부라고 할 수 있다. 상좌부불교의 수행론의 관점에서는 견도와 수도는 모두 포괄적인 수행체계인 계 · 정 · 혜의 3학(三學)을 통해 성취된다. 그리고 대승불교의 수행론의 관점에서는, 견도와 수도는 모두 보편적으로 말하면 6바라밀(六波羅蜜)에 의해 성취되며, 유식유가행파의 경우 6바라밀뿐만 아니라  6현관(六現觀)에 의해서도 성취되며, 선종의 경우 주로 좌선(화두)을 통해, 정토교의 경우 주로 염불을 통해 성취된다.

## 같이 보기
- 6현관
- 6행관
- 고법지인
- 견혹
- 수혹
- 98수면
- 반야
- 뢰야3위

## 참고 문헌
- 고려대장경연구소. 《고려대장경 전자 불교용어사전》. 고려대장경 지식베이스 / (사)장경도량 고려대장경연구소. |title=에 외부 링크가 있음 (도움말)
- 곽철환 (2003). 《시공 불교사전》. 시공사 / 네이버 지식백과. |title=에 외부 링크가 있음 (도움말)
- 운허.  동국역경원 편집, 편집. 《불교 사전》. |title=에 외부 링크가 있음 (도움말)
- (영어) DDB. 《Digital Dictionary of Buddhism (電子佛教辭典)》. Edited by A. Charles Muller. |title=에 외부 링크가 있음 (도움말)
- (중국어) 佛門網. 《佛學辭典(불학사전)》. |title=에 외부 링크가 있음 (도움말)
- (중국어) 星雲. 《佛光大辭典(불광대사전)》 3판. |title=에 외부 링크가 있음 (도움말)